# Citroën 2CV
Citroën 2CV (în franceză Deux chevaux), în unele țări numit în mod obișnuit Ente (rața) în Germania și Austria și Döschwo în Elveția, a fost un model popular al producătorului francez de automobile Citroën, cu un motor boxer în doi cilindri în patru timpi, răcit cu aer și tracțiune pe față.
Între anii 1949 și 1990, au fost fabricate 3.868.631 de limuzine cu patru uși și 1.246.335 de furgonete de marfâ („rață cutie”). Din 1960 până în 1968, au fost construite 694 de unități ale versiunii Sahara „4×4” cu două motoare și tracțiune integrală, care fuseseră prezentate în 1958 și se mai numeau „Bimoteur”.

## Istoric
În 1937, Michelin, un producător francez de anvelope, a cumpărat Citroën și l-a numit șef pe Pierre Boulanger. Acesta a avut ideea de a crea o mașină destinată claselor sociale din lumea rurală și celor cu venituri mici, preocuparea principală fiind aceea de a permite companiei-mamă Michelin, să-și crească afacerea cu anvelope.
În 1939, au fost construite 250 de prototipuri, având sistem de răcire cu apă, din seria 2CV „A” sau TPV. Acronimul TPV a reprezentat toute petite voiture, în română „mașină foarte mică”. TPV avea un singur far frontal și a fost conceput exclusiv pentru utilitate. Designul vehiculului a fost în mod corespunzător simplist.
Din punct de vedere conceptual, TPV a fost conceput în primul rând pentru reducerea greutății prin utilizarea pe scară largă a metalelor ușoare. Inițial, greutatea proprie era de doar 380 kilograme, iar datorită caroseriei din aluminiu nu era nevoie de lăcuire. Mașina nu avea demaror, fiind pornită cu o manivelă.

## Modele

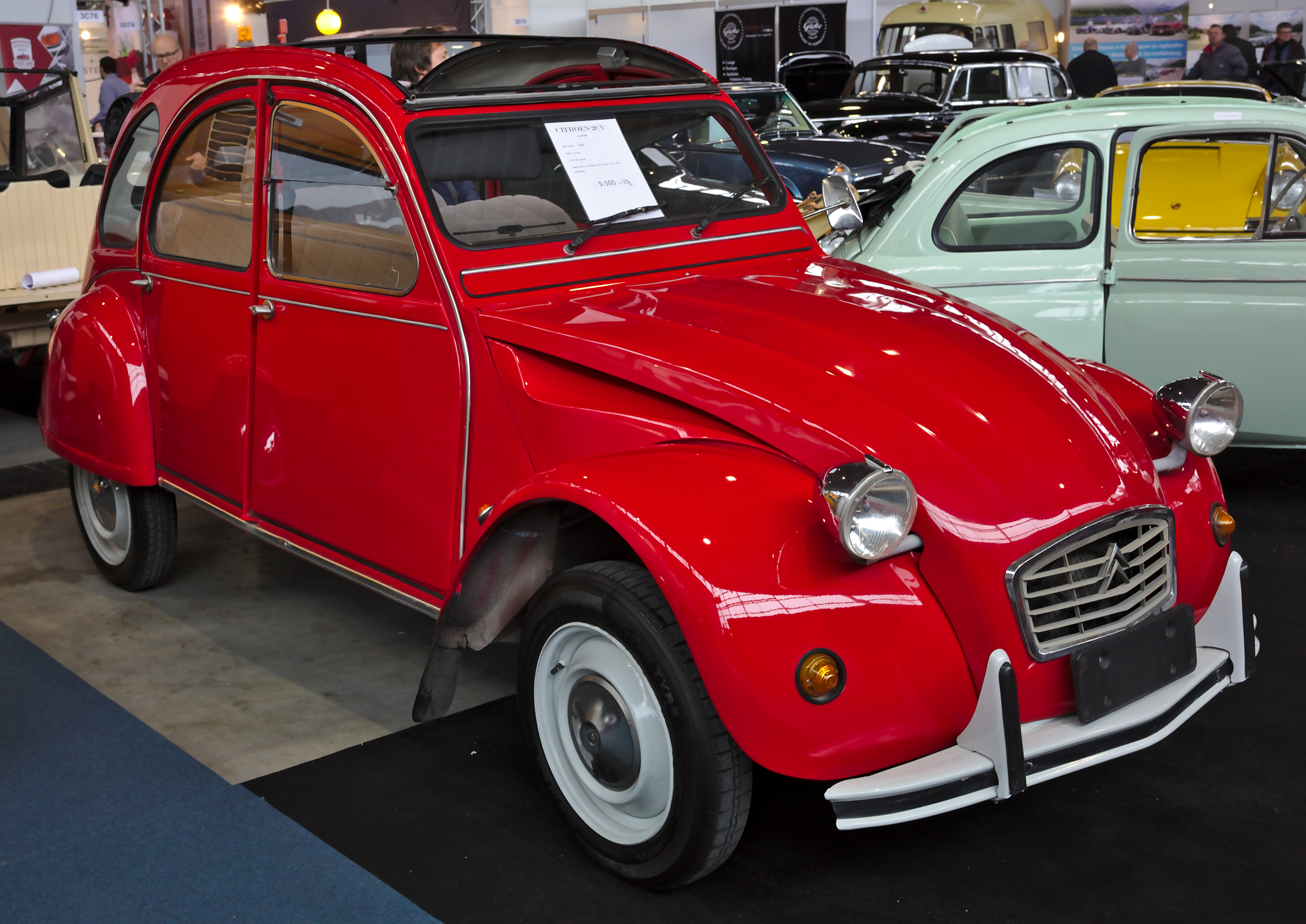
Citroën 2CV, an construcție 1984
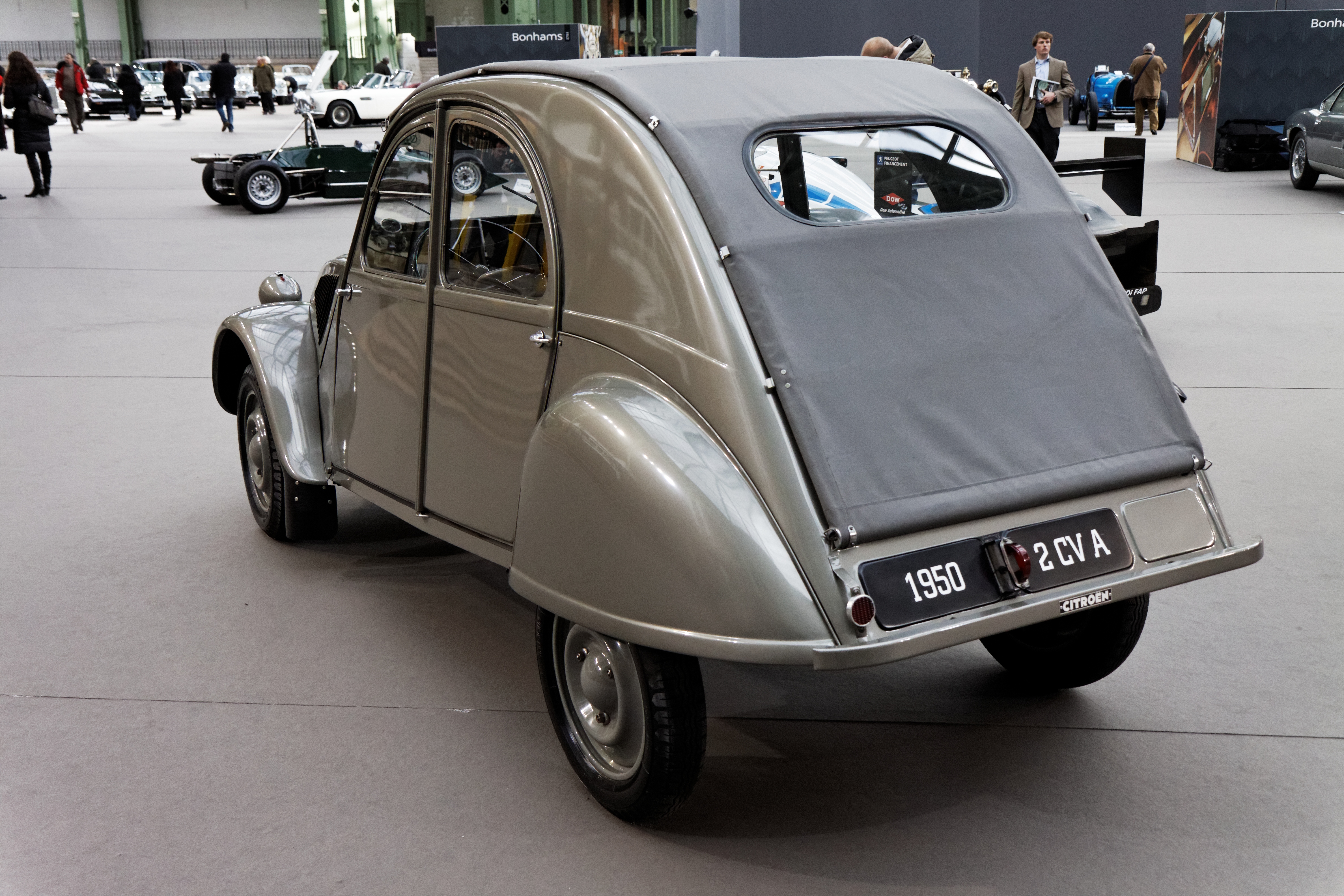
Citroën 2CV A (1950)
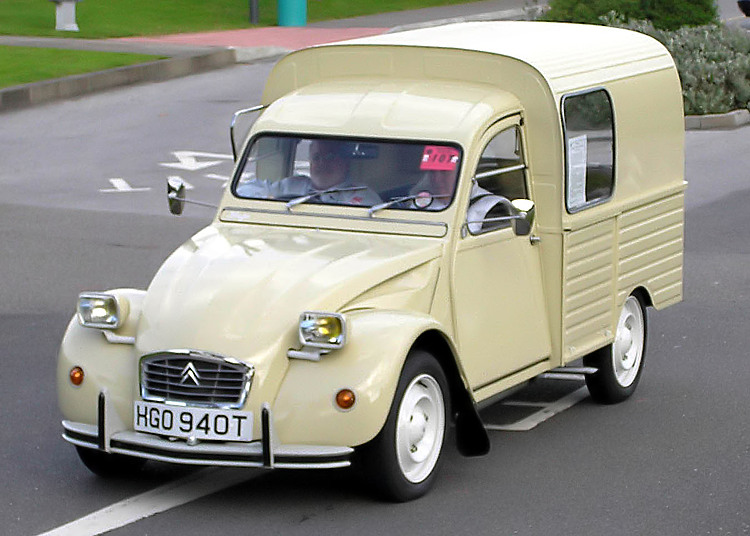
Citroën „Rața-cutie“ AK 400 (1978)
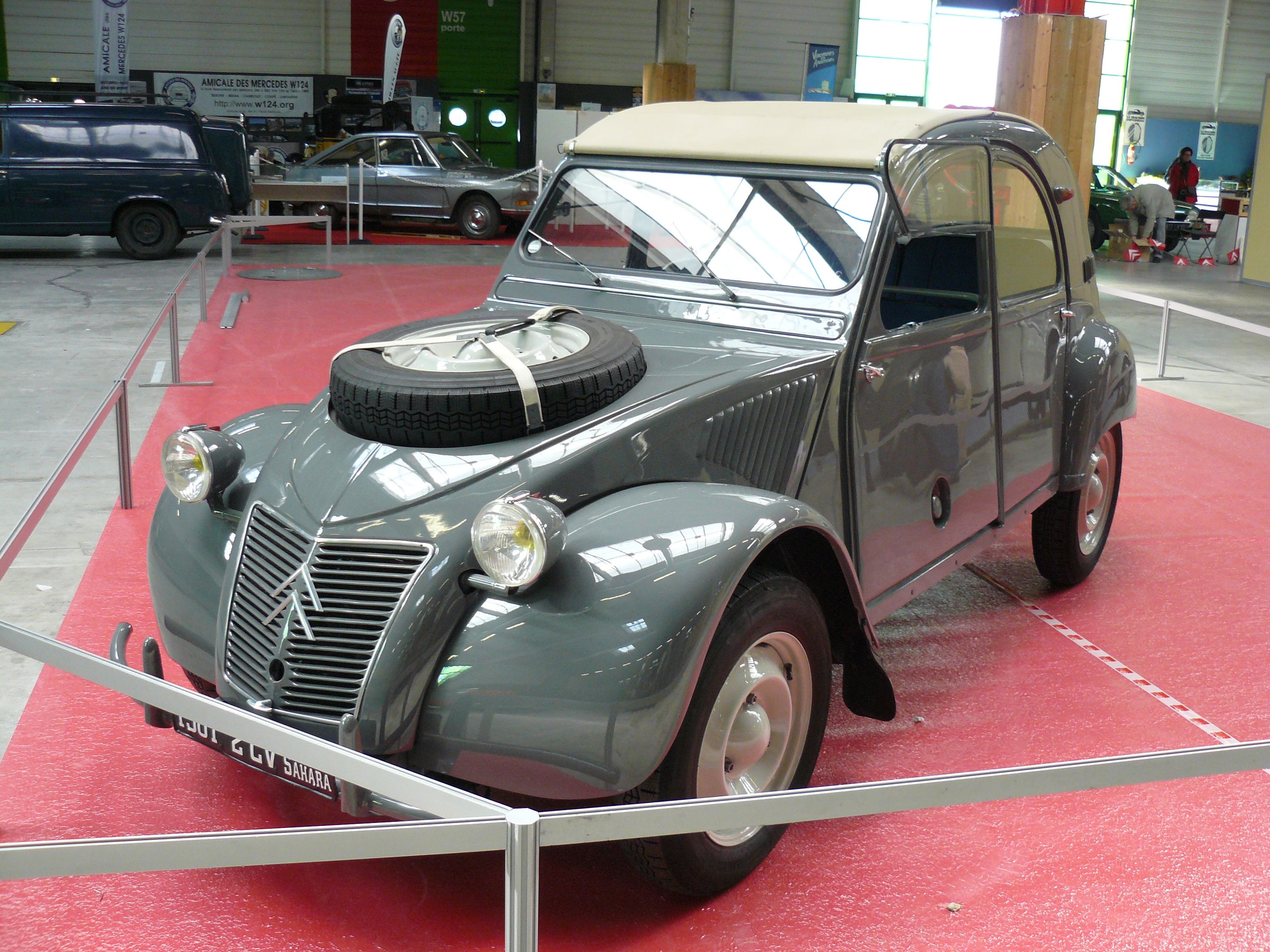
Citroën 2CV 4×4 Sahara (1960–1968)
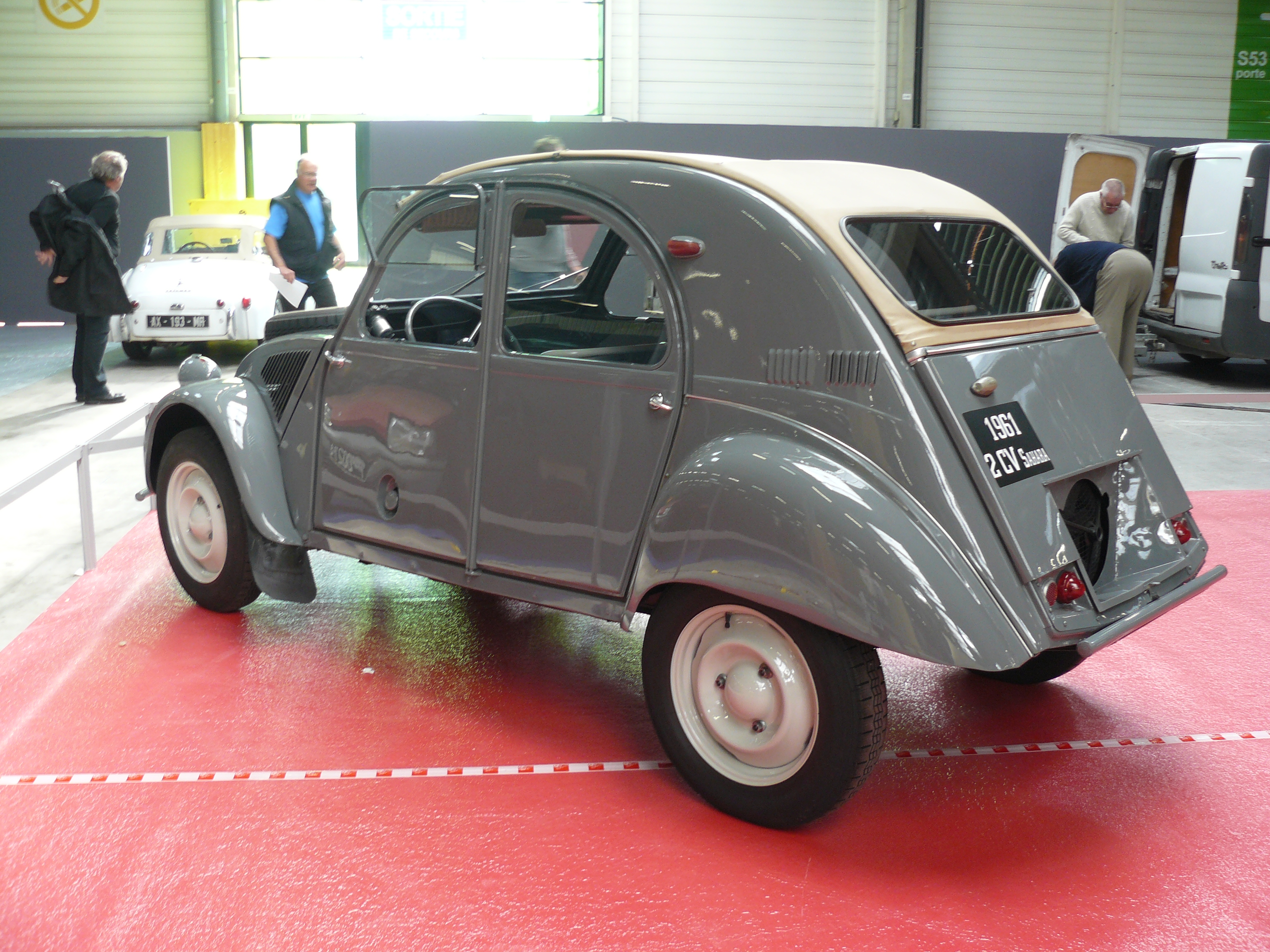
Citroën 2CV 4×4 Sahara